# Sławomir Neumann
Sławomir Arkadiusz Neumann, né le 30 avril 1968 à Starogard Gdański, est un homme politique polonais membre de la Plate-forme civique (PO). Il est président du groupe PO à la Diète depuis novembre 2015.

## Biographie

### Formation et vie professionnelle
Il étudie l'économie à l'École supérieure bancaire (WSB) de Poznań, puis il travaille dans divers établissements bancaires.

### Engagement politique

#### Les débuts
Il postule aux élections législatives du 27 octobre 1991, sur la liste de la Confédération de la Pologne indépendante (KPN) dans la circonscription de Gdańsk. Il échoue à devenir député, de même que lors des élections législatives anticipées du 19 septembre 1993.
Aux élections locales de 1994, il est élu au conseil municipal de Starogard Gdański, où il sera également adjoint au maire. Il rejoint la Plate-forme civique en 2001. Lors des élections de 2002, il se fait élire président du powiat de Starogard.

#### Député à la Diète
Pour les élections législatives du 25 octobre 2005, il est investi en septième position sur la liste menée par Donald Tusk dans la circonscription de Gdańsk. Il totalise alors 3 167 votes préférentiels, soit le septième score de la liste PO, qui n'emporte que six sièges.
Il est à nouveau candidat lors des élections législatives anticipées du 21 octobre 2007, en sixième position sur la liste que mène désormais Sławomir Nowak. Le jour du scrutin, il réalise le cinquième score des candidats PO avec 11 742 suffrages de préférence, le parti faisant élire huit députés. Il est facilement réélu au cours des élections législatives du 9 octobre 2011, où il remporte 14 346 voix préférentielles. Il devient le 6 août 2012 secrétaire d'État du ministère de la Santé.

#### Président du groupe PO
Il postule pour un troisième mandat aux élections législatives du 25 octobre 2015, sur la liste que conduit Adam Korol. Alors que la PO ne fait élire que cinq députés à Gdańsk, il réalise le troisième score de sa liste avec 20 514 votes préférentiels. Le 12 novembre, Sławomir Neumann est élu président du groupe de la Plate-forme civique, désormais renvoyé dans l'opposition, par 94 voix, contre 72 à la présidente du Conseil des ministres sortante Ewa Kopacz.